# Мойсей Антоній Аркадійович
Антоній Аркадійович Мойсей (народився 4 квітня 1981 р. у с. Тарасівці Новоселицького району Чернівецькох області) — доктор історичних наук, в. о. завідувача кафедри суспільних наук та українознавства Буковинського державного медичного університету, заступник декана з міжнародних відносин факультету історії, політології та міжнародних відносин Чернівецького національного університету імені Юрія Федьковича. Представник третьої генерації істориків.

#### Освіта, наукові ступені і звання
Ще восьмикласником він брав участь в археологічних розкопках у Ревному.
Закінчив історичний факультет Чернівецького національного університету імені Юрія Федьковича у 2003 р.
У 2005 р. захистив кандидатську дисертацію, тема: Румунські дослідники традиційної культури і побуту населення Буковини другої половини XIX-початку XX ст.
У 2011 р. захистив дисертацію на здобуття наукового ступеня доктора історичних наук зі спеціальності 07.00.05 — «Етнологія» при Інституті мистецтвознавства, фольклористики та етнології ім. М. Рильського Національної академії наук України (м. Київ).
Тема докторської дисертації: Календарна обрядовість східнороманського населення Буковини у контексті етнокультурних процесів другої половини XIX — початку XXI ст. Наймолодший доктор наук в Чернівецькому національному університеті. За словами члена спеціалізованих рад по захисту дисертацій на здобуття наукового ступеня доктора та кандидата історичних наук при Інституті археології НАН України і Східноєвропейському національному університеті імені Лесі Українки професора Сергія Пивоварова докторська дисертація Антонія Мойсея є унікальною, бо вчений дослідив і вплив української духовної культури на культуру румунів та молдован, і навпаки.

#### Наукові інтереси
Історія української культури, історія України, традиційна культура населення Буковини, історіографія етнології, взаємовпливи у сфері традиційної культури українського та східнороманського населення Буковини, процеси етнокультурної ідентичності у прикордонних регіонах.
Учасник понад 30 міжнародних, всеукраїнських та регіональних наукових конференцій.
Впродовж 2005–2010 р.р. керував понад 20-тьма науковими експедиціями в українських та румуномовних селах Чернівецької області України та Сучавського повіту Румунії з метою дослідження народного обрядового календаря.
Автор 155 наукових та навчально-методичних робіт (з них: 4 наукових монографії, 2 брошури, 2 навчальних посібника з грифом МОНУ та БДМУ, 10 методичних рекомендацій та розробок).
- 1. «Сіміон Флоря Маріан — етнограф Буковини.» — Чернівці, 2003. — 160 с.
- 2. «Традиційна культура населення Буковини у наукових працях румунських дослідників другої половини ХІХ — початку ХХ ст.» — Чернівці: Рута, 2005. — 304 с.
- 3. «Магія і мантика у народному календарі східнороманського населення Буковини.» — Чернівці: ТОВ «Друк Арт», 2008. — 320 с.: іл. 16.
- 4. «Аграрні звичаї та обряди у народному календарі східнороманського населення Буковини.» — Чернівці: ТОВ «Друк Арт», 2010. — 304 с.: 36 іл.
- 5. Кожолянко Г. К., Кожолянко О. Г., Мойсей А. А. «Етнологічні експедиції та студентська етнографічна практика: Навчальний посібник для студентів вищих навчальних закладів.» — Чернівці-Вижниця: Черемош, 2010. — 324 с. (Рекомендований Міністерством освіти і науки, молоді та спорту України).
- 6. Стан збереження етнокультурної спадщини українців Сучавського повіту Румунії (на прикладі зимових карнавальних традицій) — Доповідь на Міжнародній науковій конференції «Українське народознавство на початку ХХІ ст. (теорія, методи та тенденції розвитку)» — Київ, 2008.[7]

#### Міжнародна діяльність
- член Буковинського Етнографічного Товариства;
- член Товариства Румунських Славістів (м. Бухарест);
- член Товариства Румунської Етнології (АСЕР);
- член українсько-румунської комісії з історії, археології, етнографії і фольклору Національної академії наук України;
- член Національної спілки краєзнавців України (з 4 червня 2013 р.);
- член редколегії міжнародного журналу «Романославіка» (м. Бухарест);
- член редколегії міжнародного журналу «Кодрул Космінулуй» (Сучава, Румунія);
- координатор видання спецвипуску журналу «Народна творчість та етнографія» Інституту мистецтвознавства, фольклористики та етнології ім. М. Т. Рильського НАН України, присвяченого румунській етнології.
- головний редактор міжнародного наукового журналу «Актуальні питання суспільних наук та історії медицини»;[8][9]
- виконавчий редактор Буковинського журналу історії та культурної антропології.[1]

#### Міжнародні проекти (гранти)
- у 2009 р. виграв Короткотерміновий грант у сфері гуманітарних наук для науковців Росії, України та Білорусі Американської ради наукових співтовариств (м. Нью-Йорк, США);
- співавтор міжнародного проекту «Історико-етнографічна спадщина — складова сталого розвитку туризму на Буковині» виграного ЧНУ у рамках Спільної операційної програми «Румунія — Україна — Молдова 2007–2013», що виборов грант Європейського Союзу із загальним бюджетом в 1.500.000 євро, координатор його реалізації[10];
- виконавець тематичного цільового конкурсу проектів Державного фонду фундаментальних досліджень МОН України «Транскордонні українсько-румунські фундаментальні дослідження» — Ф № 19/1 — 2006 р.; Ф. 19/289 — 2007 р.

##### Відзнаки
- Лютий 2003 р. — почесна стипендія Українсько-Буковинської Громади (імені Михайла Гречка) м. Торонто (Канада);
- 29.06.2005 — премія ректора ЧНУ за достроковий захист кандидатської дисертації під час навчання в аспірантурі;
- 29.09.2006 — грамота ректора ЧНУ за вагомі наукові здобутки;
- 23.09.2010 — премія ректора ЧНУ за багаторічну сумлінну працю і активну участь у громадському житті та з нагоди 135-річного ювілею з дня заснування університету;
- 30.05.2011 — премія ректора ЧНУ за високі досягнення в науковій роботі, достроковий захист докторської дисертації;
- 06.05.2011 — грамота Чернівецького управління освіти ОДА за вагомі досягнення у розвиток науки, високий професіоналізм, зміцнення науково-технічного потенціалу України, підготовку наукових кадрів та з нагоди відзначення професійного свята — «Дня Науки»;
- 06.10.2011 — грамота ЧНУ за багаторічну сумлінну працю і активну участь у громадському житті та з нагоди 136-річного ювілею з дня заснування університету
- відзначений стипендією Верховної Ради України для найталановитіших молодих вчених на 2013 р.
- «Людина року-2011» за рейтингом газети «Молодий буковинець» і Інтернет-видання molbuk.ua